# Warnakulasurya Arachchige Tharusha Rangana
Warnakulasurya Arachchige Tharusha Rangana, auch als Warnakulasuriya Arachchige Tharusha Rangana geführt, (* 18. Mai 1982) ist ein sri-lankischer Fußballspieler.

## Verein
Tharusha Rangana, der die Veluwana Vidyalaya Rangana-Schule (Weluwana College) besuchte, begann seine Karriere bei Wanathamulla Youth SC und wurde später vom Spitzenklub Ratnam SC Colombo verpflichtet. Dort war Tharusha Rangana auch im Jahr 2012 noch Führungsspieler der Mannschaft.

## Nationalmannschaft
Der Mittelfeldspieler ist Mitglied der sri-lankischen Fußballnationalmannschaft, für die er auch schon in mehreren Junioren-Teams ab einem Alter von 16 Jahren auflief. Er gehörte sowohl der U-16, der U-19 und der U-23 an. Im Dezember 2005 berichtete der Daily Mirror vom bevorstehenden Länderspieldebüt von Tharusha Rangana im von Sampath Perera betreuten sri-lankischen Nationalteam beim SAAF-Gold Cup gegen die pakistanische Auswahl als Ersatz für den am Knie verletzten Chathura Maduranga.
Zudem nahm er mit der Nationalelf bereits am AFC Challenge Cup 2008 teil. Bei diesem Turnier trug er die Rückennummer 29.